# Fore River Shipyard
Fore River Shipyard (Верфь Фор-Ривер, формальное название — Fore River Ship and Engine Building Company, Кораблестроительная и моторостроительная компания Фор-Ривер) — верфь, основанная в 1883 году в Брейнтри (шт. Массачусетс) на побережье залива Веймут-Фор-Ривер). В 1901 году перенесена ниже по течению на место современной дислокации в Куинси (шт. Массачусетс).
Предприятие участвовало в постройке кораблей и подводных лодок для ВМФ США, включая линкор BB-59 «Массачусетс» и авианосцы CV-7 «Уосп» и CV-17 «Банкер Хилл». В 1960-х годах верфь была приобретена компанией General Dynamics. Она продолжала производить продукцию для ВМФ США, затем была перепрофилирована на газовозов. Закрыта в 1986 году.
Верфь известна тем, что на ней был построен самый большой в мире парусный корабль — шхуна «Томас У. Лоусон» и один из двух иностранных линкоров, построенных в США — «Ривадавия» ВМФ Аргентины.

## История

### 1883—1964
Верфь была основана инженером и предпринимателем Томасом Уотсоном, который в 1883 году на побережье залива Веймут-Фор-Ривер) в восточной части Брейнтри (шт. Массачусетс) открыл первоначально небольшую мастерскую по производству паровых моторов. В 1904 году верфь возглавил отставной адмирал Фрэнсис Боулз (шт. Массачусетс).
В 1913 году верфь была приобретена компанией Bethlehem Steel. На верфи было построено множество кораблей, получивших известность во Второй мировой войне, а также большое количество транспортных судов типа «Либерти».

### General Dynamics: 1964—1986
В 1964 году верфь была приобретена компанией General Dynamics и переименована в General Dynamics Quincy Shipbuilding Division (Кораблестроительное подразделение General Dynamics в Куинси). Компания вложила 23 млн долларов в модернизацию предприятия для повышения его конкурентоспособности. Здесь было построено несколько кораблей для ВМФ США, включая атомные подводные лодки, суда-арсеналы, эскадренные танкеры, десантные корабли-доки. В дальнейшем предприятие было перепрофилировано на постройку газовозов, а в 1986 году упразднено. Несмотря на то, что постройка кораблей здесь в настоящее время прекращена, предприятие до стих пор известно под традиционным названием Fore River Shipyard.

### Дальнейшая судьба
В 1994 году на бывшую верфь был отбуксирован последний в истории артиллерийский крейсер CA-139 «Сейлем», которому было предназначено стать центром организованного здесь Музея кораблестроения.
Было предпринято несколько попыток возродить Фор-Ривер как судостроительное предприятие, однако все они окончились неудачей. Верфь перешла в собственность Даниэла Квирка, местного автодилера, который использовал её как склад автомобилей и оптовый центр, а также как причал для пассажирских катеров в Бостон и Гулль. Некоторые строения на территории верфи использовались в различных целях транспортными компаниями и государственными организациями.